# Sechestrarea navei
Sechestrarea navei este o măsură asiguratorie stabilită prin hotărârea unei instanțe, constând în reținerea navei până la rezolvarea unui litigiu referitor la obligația de plată a unor sume de bani de către armatori. Sechestrarea navei poate fi instituită în urma unei acțiuni judecătorești introdusă de reclamant pentru revendicarea drepturilor sale, rezultate din încălcarea contractului de navlosire, de salvare, înrolare, împrumut etc. sau pentru soluționarea litigiilor cauzate de abordaj, avarii comune, reparații, furnituri etc. De asemenea, autoritățile vamale pot aplica sechestru pe o navă de comerț pentru încălcarea legilor vamale. Nava poate fi scoasă de sub sechestru fie prin plata sumei reclamate, fie prin depunerea unei garanții. Neeliberarea navei de sub sechestru poate duce la vânzarea acesteia conform procedurilor legale și în baza unei sentințe judecătorești. Convenția de la Bruxelles din 10 aprilie 1926 cu privire la imunitatea navelor statului (denunțată de România la 12 august 1959) prevede că nu se poate aplica sechestru asupra navelor militare, iahturilor aparținând statelor, navelor de supraveghere, navelor-spital, navelor auxiliare sau de aprovizionare și asupra altor nave aparținând unui stat sau folosite de un stat în scopuri necomerciale. Aceste nave nu pot fi obiect de sechestrare, de oprire sau de detențiune. Părțile lezate au însă dreptul de a introduce acțiunile lor înaintea tribunalelor competente ale statului proprietar de navă sau care folosește nava, fără ca acest stat să se poată prevala de imunitatea sa.
În România, la 1 noiembrie 1995 a fost aprobată Legea nr. 91 privind aderarea României la Convenția internațională pentru unificarea anumitor reguli asupra sechestrului asigurator de nave maritime, semnată la Bruxelles la 10 mai 1952.
La nivelul Uniunii Europene, se aplică Regulamentul (CE) Nr. 1005/2008 al Consiliului din 29 septembrie 2008 de instituire a unui sistem comunitar pentru prevenirea, descurajarea și eliminarea pescuitului ilegal, nedeclarat și nereglementat care prevede că sancțiunile uzuale prevăzute în acest regulament pot fi însoțite de alte sancțiuni sau măsuri, între care și sechestrarea navei de pescuit implicate într-o încălcare.
În România se aplică dispozițiile speciale privind sechestrul asigurător al navelor civile, prevăzute în Codul de procedură civilă, însă cu respectarea convențiilor internaționale asupra sechestrului navelor, la care România este parte.